# پل روگه
پل روگه (انگلیسی: Pol Roigé؛ زادهٔ ۲۸ ژانویهٔ ۱۹۹۴) بازیکن فوتبال اهل اسپانیا است.
از باشگاه‌هایی که در آن بازی کرده‌است می‌توان به باشگاه فوتبال سابادل و باشگاه ورزشی رئال مایورکا اشاره کرد.